# Digital Subscriber Line
Digital Subscriber Line (DSL) (expresie engleză care s-ar traduce „linie de abonat digitală”) sau și xDSL sunt o familie de tehnologii de transmitere digitală a datelor cu mare viteză (până la 210 Mbit/s), pe linii de telefon analogice, obișnuite.